# Sirtuine 7
La sirtuine 7 est une désacétylase NAD-dépendante qui, chez l'homme, est codée par le gène SIRT7, situé sur le chromosome 17,.
Les seules molécules avec lesquelles on a pu montrer que la sirtuine 7 interagit sont, chez l'homme, l'ARN polymérase I, dans le nucléole, et un facteur de transcription appelé UBF, composant important du complexe d'initiation de l'ARN polymérase I. Elle est davantage exprimée dans les tissus métaboliquement actifs, tels que le foie et la rate, que dans les tissus à faible prolifération cellulaire, tels que le cœur et le cerveau. On a par ailleurs montré que la sirtuine 7 est indispensable à la transcription de l'ADN ribosomique, et joue probablement un rôle déterminant dans le remodelage de la chromatine sous l'effet de l'ARN polymérase I.
Par ailleurs, la sirtuine 7 pourrait intervenir en situation de stress génomique pour atténuer l'effet des lésions à l'ADN et favoriser la survie de la cellule.